# José Eduardo González Navas
José Eduardo González Navas (Íllora, Granada, 14 de abril de 1951), conocido como Pepe González es un político español, afincado en Cataluña desde 1965. En 1972 gana el premio Ciudad de Olot de poesía. Es licenciado en Económicas por la Universidad Autónoma de Barcelona, y en la actualidad concejal socialista en Castellar del Vallés. 
Afiliado a la UGT y a la Federación Catalana del PSOE desde 1974, tuvo un papel fundamental en la unificación del socialismo catalán durante el congreso fundacional del PSC. Tras la unificación fue primer secretario de la Federación del PSC del Vallés Occidental y varias veces miembro del Consejo Nacional. Fue elegido diputado en las elecciones al Parlamento de Cataluña de 1980 y 1984. Durante su cargo como diputado fue uno de los ponentes socialistas, conjuntamente con Marta Mata, de la primera ley de normalización lingüística del Catalán y de la ley de Consejos Escolares. 
Durante su mandato parlamentario formó parte de las comisiones:
Vicepresidente de la Comisión de Política Cultural
Comisión de Economía, Finanzas y Presupuesto (septiembre de 1980)
Comisión de Política Cultural (1980-1984)
Comisión de Reglamento (1980-1984)
Comisión de Control Parlamentario de la actuación de la Corporación Catalana de Radio y Televisión (1983-1984)
En 2003 fue elegido concejal por el PSC en el ayuntamiento de Castellar del Vallès en la oposición. Con la victoria de Ignasi Giménez en 2007 pasó a ocupar cargos dentro del equipo de gobierno, situación que se repetiría en 2011, tras la victoria socialista por mayoría absoluta.